# Planctomicets
Els planctomicets (Planctomycetes) són un fílum de bacteris aquàtics que han estat descoberts en mostres d'aigua salabrosa, marina i dolça. Es reprodueixen per gemmació. Quant a la seva estructura, són organismes ovoides dotats d'un rizoide a l'extrem no reproductor, que els permet agafar-se l'un a l'altre durant la gemmació.
Thomas Cavalier-Smith ha postulat que els planctomicets es troben dins del clade dels planctobacteris, dins del clade més gran dels gracilicuts.